# 野間村 (京都府)
野間村（のまむら）は、かつて京都府竹野郡にあった村。現在の京丹後市弥栄町須川・弥栄町野中にあたる。

## 地理

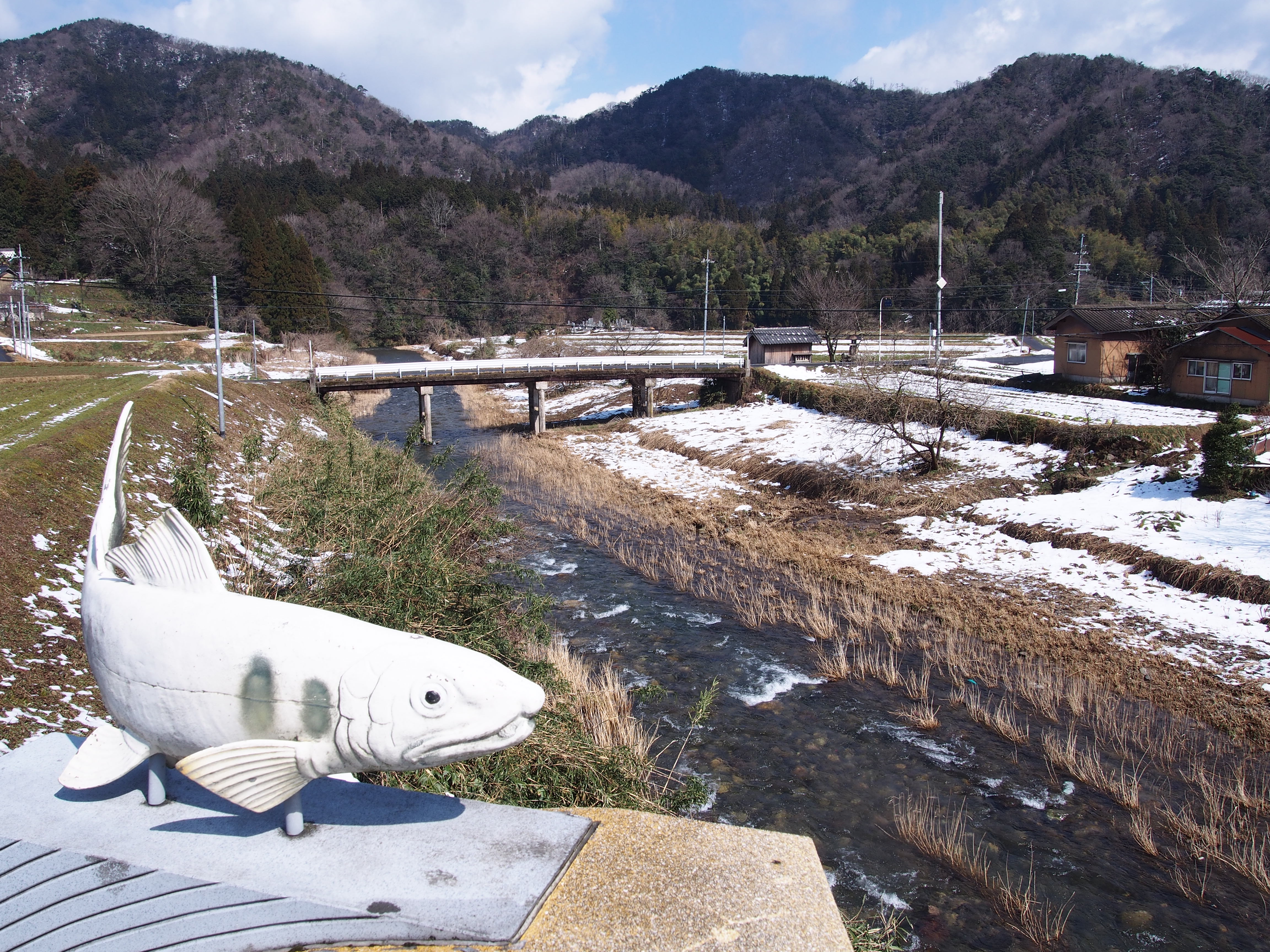
宇川

### 地形
山岳
- 金剛童子山
- 小金山
- 太鼓山

河川
- 竹野川
- 宇川

### 集落
字野中
- 中山（なかやま）
- 中津（なかつ） - 延命寺がある[1]。
- 田中（たなか）
- 野中（のなか） - 大宮神社がある[1]。
- 吉野（よしの）

字須川
- 霰（あられ） - 洞養寺がある[1]。
- 味土野（みどの） - 細川ガラシャが幽閉された地とされる[1]。
- 大谷（おおたに） - アマゴの養殖場がある[1]。
- 来見谷（くるみだに）
- 須川（すがわ） - 手掘りの須川トンネルがある[1]。

## 歴史
- 1889年（明治22年）4月1日 - 町村制の施行により、与謝郡須川村・野中村の区域をもって与謝郡野間村が発足。
- 1899年（明治32年）7月 - 大石集落が八木村に編入される[2]。
- 大正中期 - 野間村役場に電話が開通する[2]。
- 1919年（大正8年） - 野間村に初めて電灯が付く[2]。
- 1926年（大正15年）4月 - 野間郵便局が開局する[2]。
- 1948年（昭和23年）4月1日 - 所属郡が竹野郡に変更されて竹野郡野間村となる[2]。成谷集落は与謝郡日ケ谷村に編入される[2]。
- 1949年（昭和24年）7月 - 丹海バスの野間～峰山路線の運行が開始される[2]。
- 1951年（昭和26年）4月 - 野間村立診療所が開設される[2]。
- 1955年（昭和30年）3月1日 - 弥栄村と合併して弥栄町が発足。同日野間村廃止。

## 行政

### 歴代村長
- 木下伊左衛門 - 1889年（明治22年）4月就任。
- 久江久兵衛 - 1891年（明治24年）11月12日就任。
- 藤原勇左衛門 - 1895年（明治28年）11月25日就任。
- 久江久兵衛 - 1897年（明治30年）10月8日就任。
- 和田市蔵 - 1900年（明治33年）3月17日就任。
- 安田浅蔵 - 1900年（明治33年）10月26日就任。
- 田畑勘蔵 - 1902年（明治35年）4月17日就任。
- 羽賀幾蔵 - 1904年（明治37年）4月12日就任。
- 久江藤蔵 - 1908年（明治41年）4月29日就任。
- 赤松猪蔵 - 1908年（明治41年）6月1日就任。
- 久江藤蔵 - 1912年（明治45年）6月6日就任。
- 田畑六蔵 - 1916年（大正5年）6月6日就任。
- 木下忠蔵 - 1920年（大正9年）6月6日就任。

- 角江熊蔵 - 1924年（大正13年）6月6日就任。
- 和田市蔵 - 1928年（昭和3年）6月6日就任。
- 金久仲蔵 - 1929年（昭和4年）12月24日就任。
- 羽賀幾蔵 - 1932年（昭和7年）6月24日就任。
- 三本国蔵 - 1934年（昭和9年）3月22日就任。
- 田畑六蔵 - 1935年（昭和10年）1月7日就任。
- 木下為蔵 - 1936年（昭和11年）12月23日就任。
- 田畑浅治 - 1938年（昭和13年）7月27日就任。
- 田畑覚治 - 1942年（昭和17年）7月28日就任。
- 田畑増治 - 1945年（昭和20年）5月23日就任。
- 木村勝治 - 1947年（昭和22年）4月10日就任。
- 金森金作 - 1953年（昭和28年）9月26日就任。

出典 : 『ふるさと野間』

## 教育
- 野間村立野間小学校 - 1907年（明治40年）4月に須川校と野中校が合併し、野中の現在地に高等科を併置した野間尋常高等小学校が開校した。戦時中の1941年（昭和16年）4月には与謝郡野間村立野間国民学校に改称し、戦後の1947年（昭和22年）4月には野間村立野間小学校に改称した。1955年（昭和30年）3月1日には弥栄町が発足して弥栄町立野間小学校に改称した。2004年（平成16年）4月1日には京丹後市が発足して京丹後市立野間小学校に改称し、2014年（平成26年）3月に閉校となった。

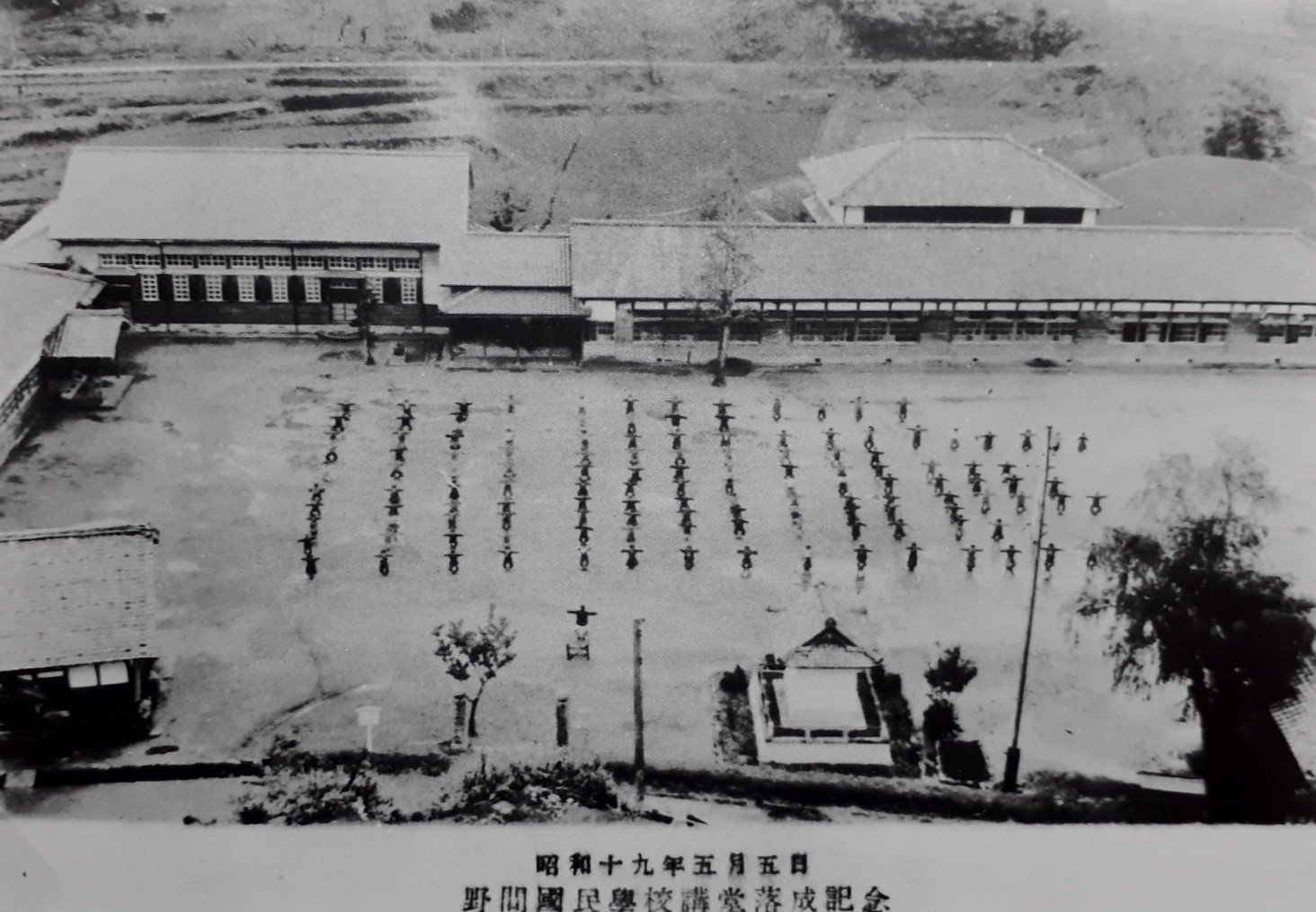
1944年の野間小学校

## 名所・旧跡・観光スポット

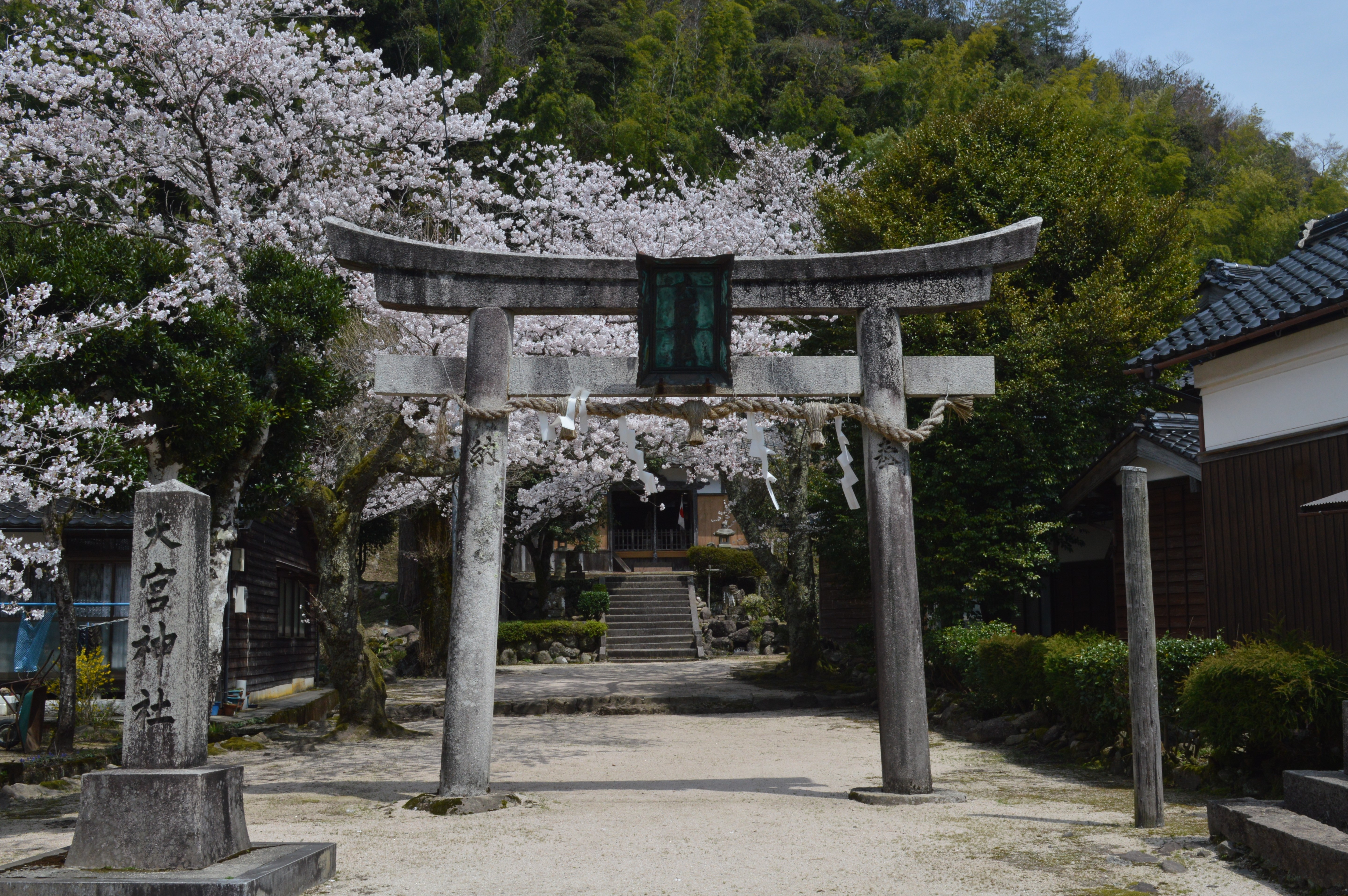
大宮神社

- 大宮神社（字野中） - 野中集落。「野中の田楽」は記録作成等の措置を講ずべき無形文化財（選択無形文化財）。
- 延命寺（字野中） - 中津集落。宗派は曹洞宗。山号は宝珠山。本尊は華厳の釈迦牟尼仏。境内には樹齢数百年のシイの老木がある[4]。根元の周り8m、根張の広さ8m四方、高さ20m。天然記念物的存在とされる。
- 洞養寺（字須川） - 霰（あられ）集落。宗派は曹洞宗。山号は竜光山。本尊は釈迦仏。円錐形に刈り込まれたツバキがある[1]。
- 須川トンネル - 1939年（昭和14年）に竣工した手掘りのトンネル。

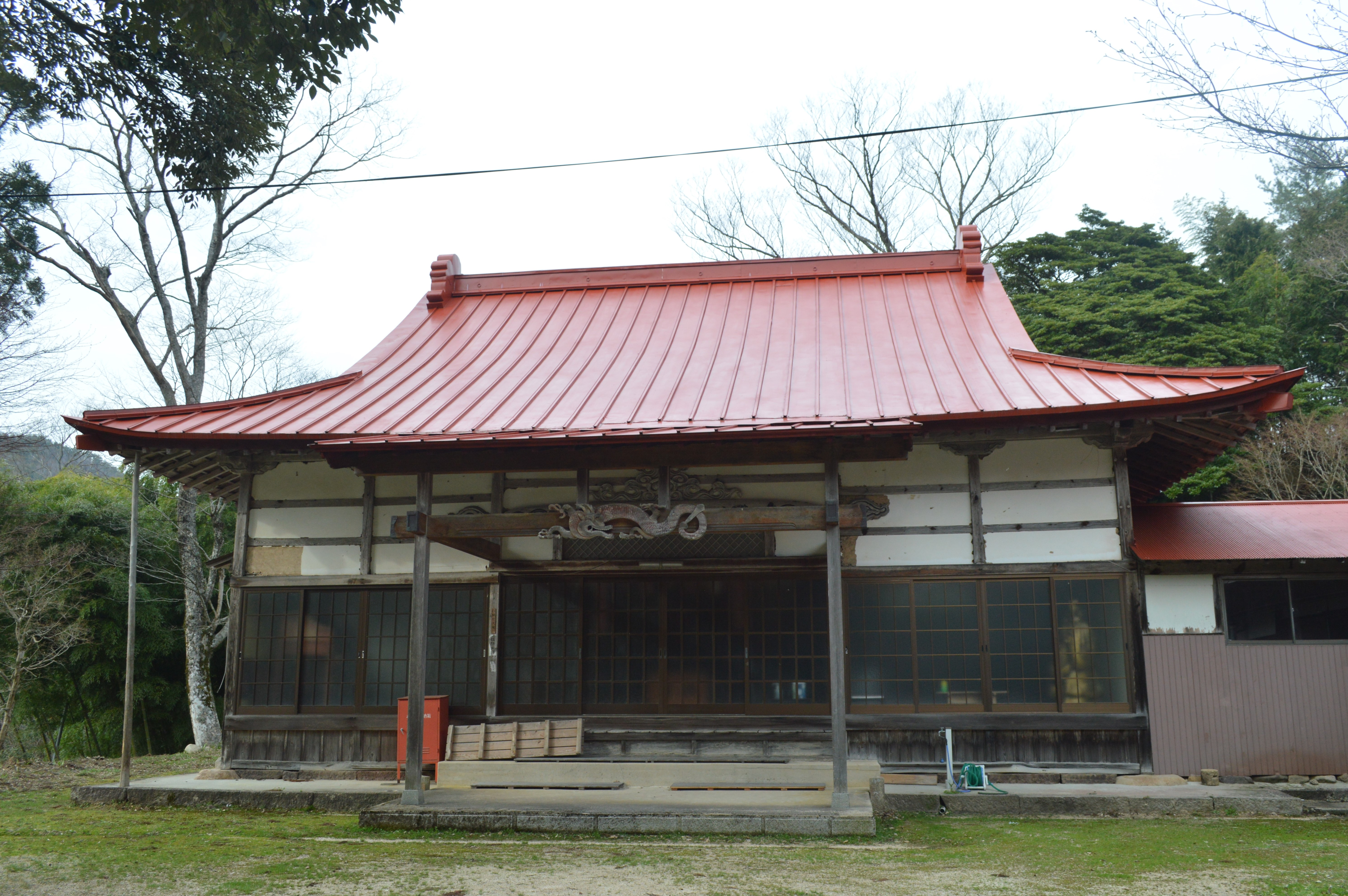
延命寺
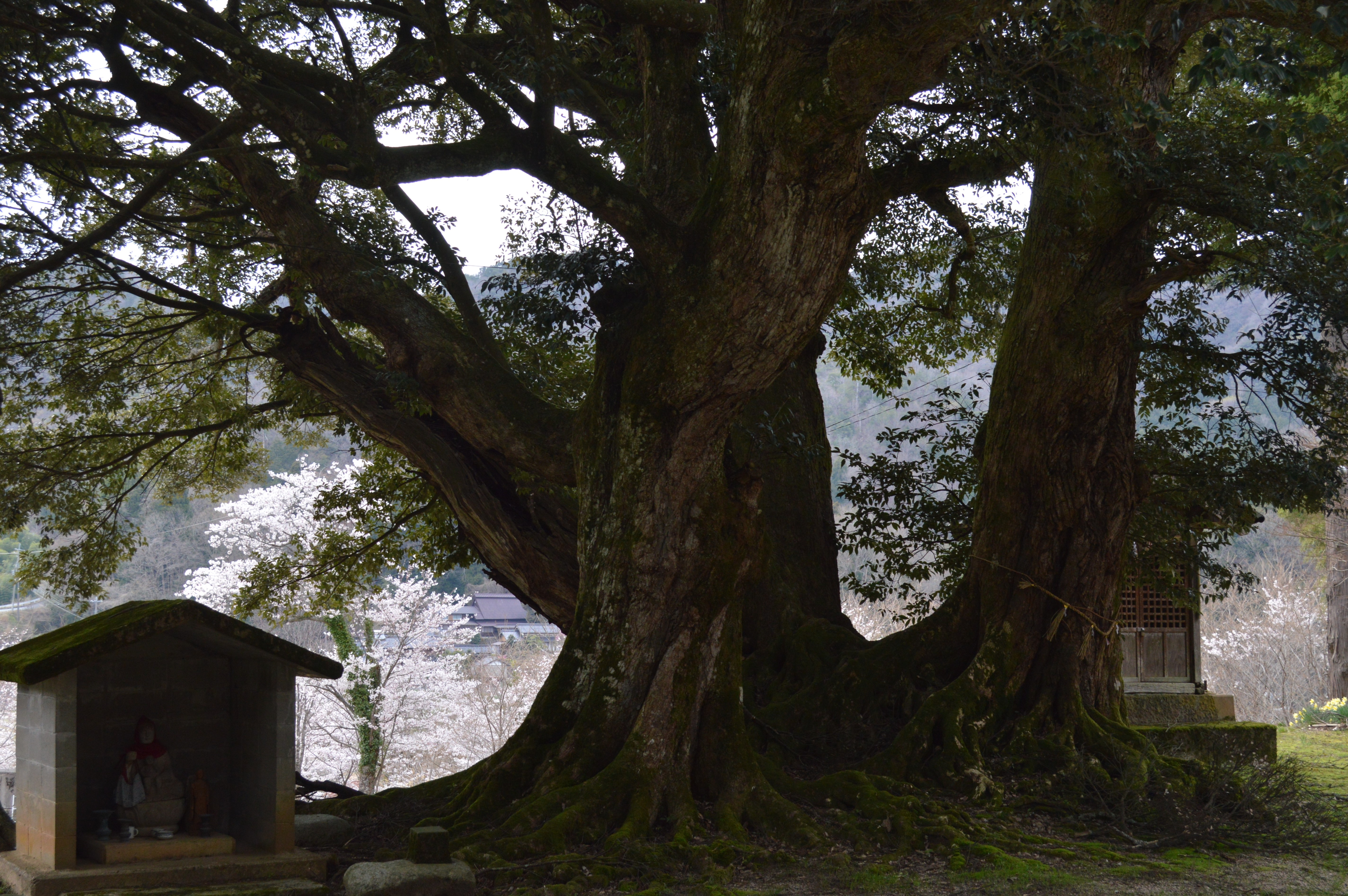
延命寺のシイ
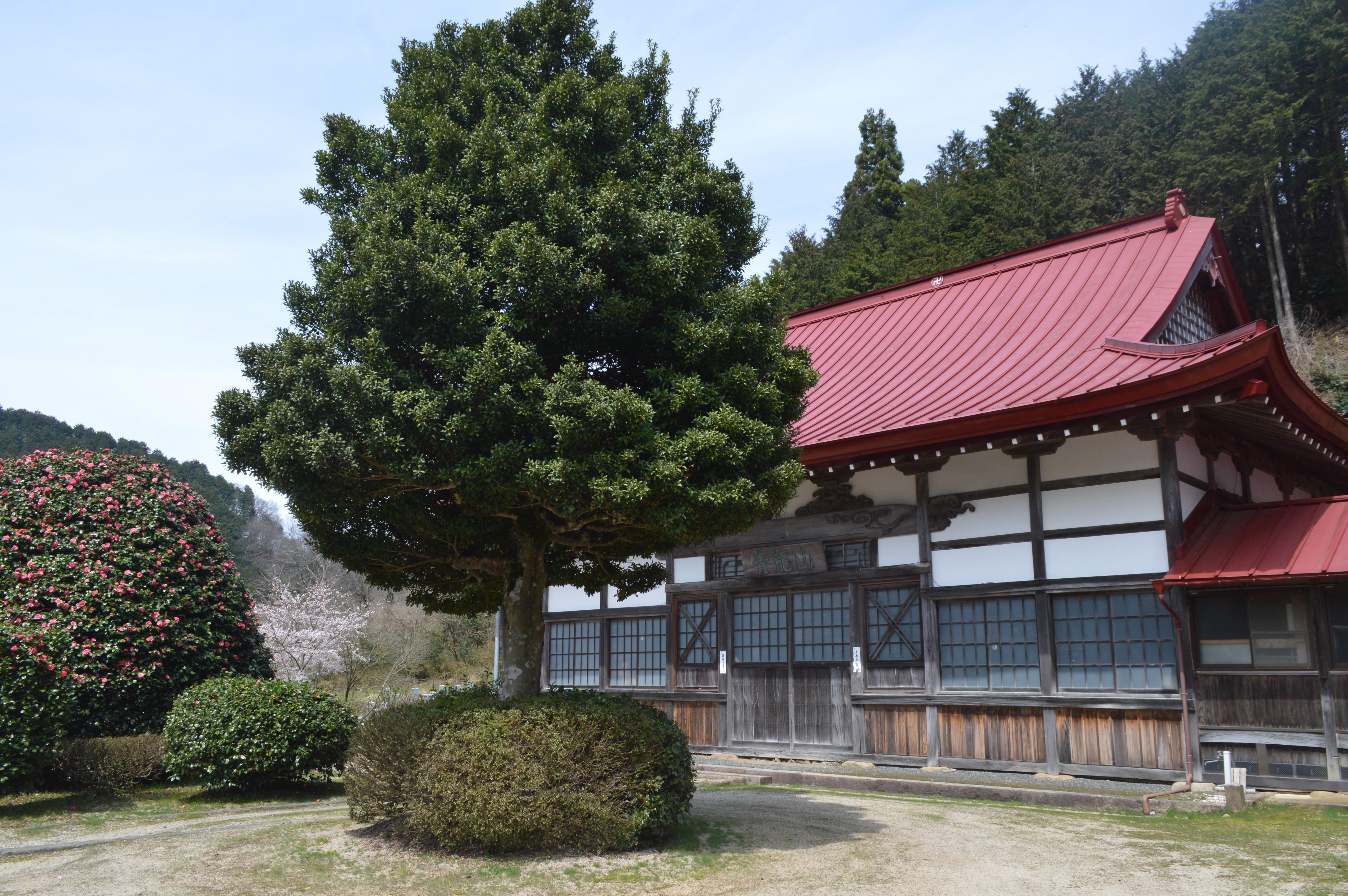
洞養寺
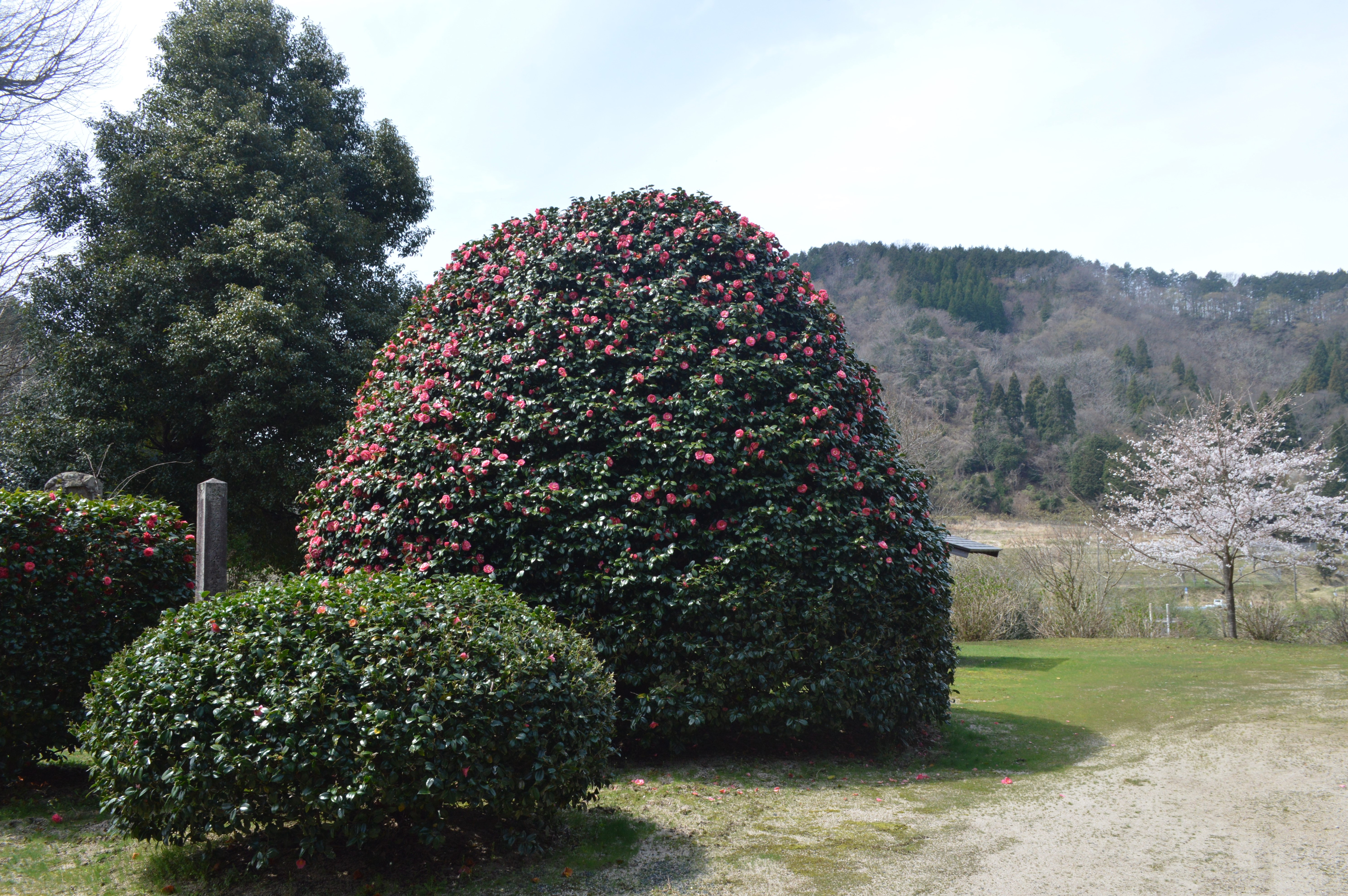
洞養寺のツバキ
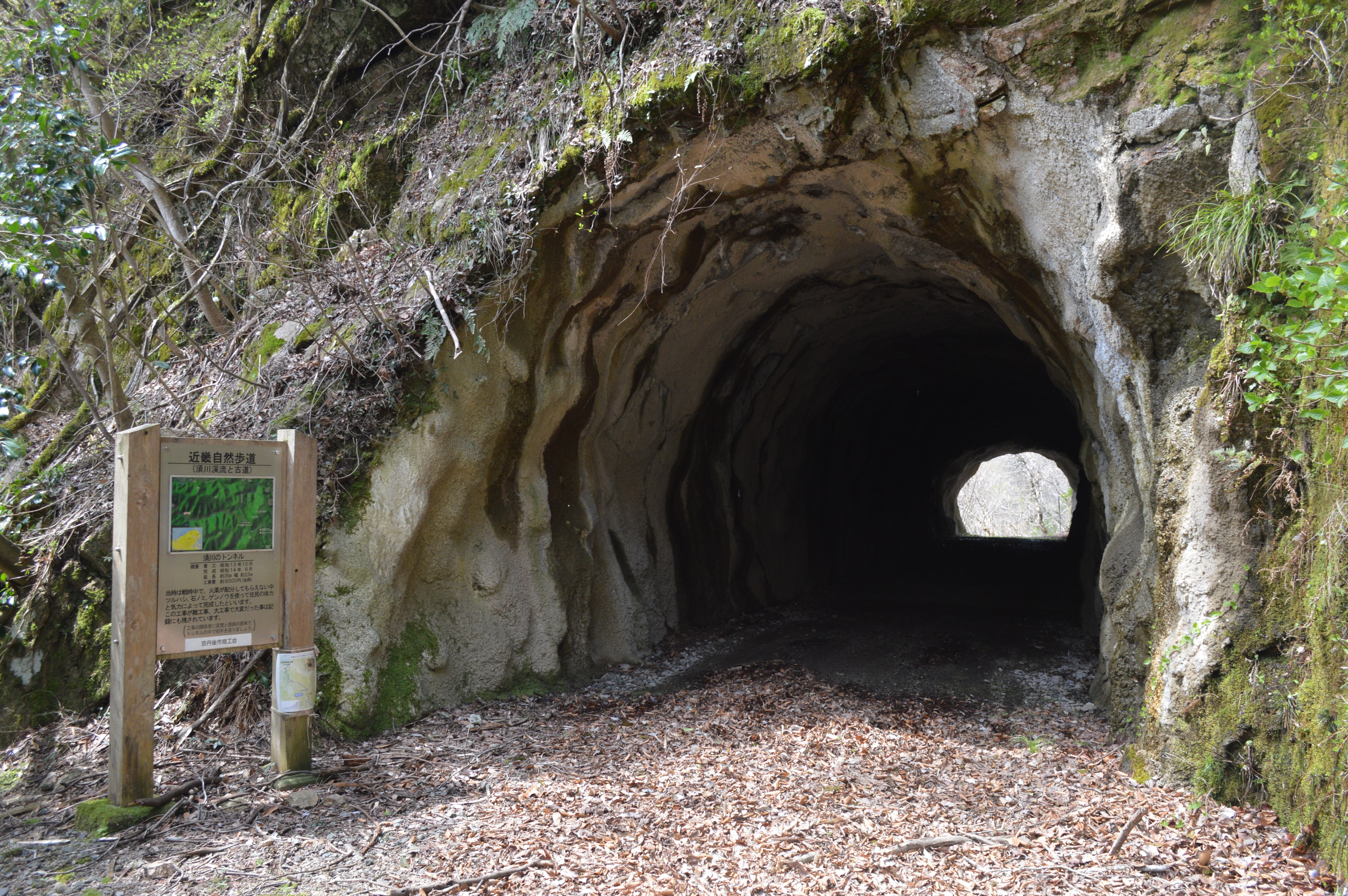
須川トンネル